# Hilma Lindberg
Hilma Hildegard Josefina Lindberg, gift Svedbom, född den 28 september 1856 i Stockholm, död där den 12 mars 1921, var en svensk pianist.
Lindberg blev elev vid Stockholms musikkonservatorium 1874 och var pianist i Damtrion 1881–1883 tillsammans med Walborg Lagerwall och Hilma Åberg. Hon gifte sig 1884 med Vilhelm Svedbom. 1897 invaldes hon i Musikaliska Akademien.